# Ulice jak stygmaty – absolutne rarytasy
Ulice jak stygmaty – absolutne rarytasy – szósty studyjny album polskiego zespołu punkrockowego Pidżama Porno, wydany w 1999 roku, przez S.P. Records.
Na płycie znalazły się nagrane na nowo utwory znane z debiutanckiego albumu zespołu oraz takie piosenki jak „Ciemne”, „Grudniowy blues o Bukareszcie”, „Szalone lato”, a także trzy utwory z tekstami nie napisanymi przez Grabaża („Outsider”, „Dłoń, która podpisała papier”, „Nimfy (Baby)”). Album nagrano w studiu Czad w Swarzędzu.

## Lista utworów
1. „Tak jak teraz jest"
2. „Katarzyna ma katar”
3. „Szalone lato"
4. „Outsider”
utwór z repertuaru grupy T.Love, napisany przez Muńka Staszczyka
5. „Dłoń, która podpisała papier"
piosenka do wiersza Dylana Thomasa („The hand that signed the paper”, tłum. Stanisław Barańczak)
6. „Kocięta i szczenięta"
7. „Nimfy (Baby)”
do wiersza autorstwa Anatola Sterna
8. „Fucking in the Church"
9. „Ciemne jest jak tęcza"
10. „Lewą marsz"
11. „Trzymając się za ręce"
12. „Grudniowy blues o Bukareszcie"
13. „Ballada o krwi prawdziwej"
14. „Browarne bulwary"
15. „Trzymając się za ręce” (wersja soft)
16. „Welwetowe swetry” (wersja z polipem)

## Wykonawcy
- Krzysztof „Grabaż” Grabowski – śpiew
- Andrzej „Kozak” Kozakiewicz – gitara elektryczna, chórki
- Sławomir „Dziadek” Mizerkiewicz – gitara elektryczna, chórki
- Julian „Julo” Piotrowiak – gitara basowa
- Rafał „Kuzyn” Piotrowiak – perkusja

oraz gościnnie:
- Bartosz „Ropuch” Ciepłuch – gitara elektryczna
- Jacek Kortylewicz – tuba
- Piotr Maliński – klarnet